# Wilhelm von Gemmingen († 1523)
Wilhelm von Gemmingen († 10. April 1523 bei Landstuhl) war Reichsritter mit Rechten in Berwangen. Er wurde relativ jung erschossen und hinterließ nur einen Sohn, der ebenfalls kinderlos blieb, so dass mit diesem die Familienlinie der Velscher ausstarb. Über Wilhelms Witwe, eine geborene von Rinderbach, die sich nach Wilhelms Tod mit dem Horkheimer Ortsherrn Vollmar Lämlin verheiratete, erlangten die Herren von Rinderbach Besitzanteile in Horkheim.

## Leben
Er entstammte der Gemminger Familienlinie der Velscher und war ein Sohn von Philipp von Gemmingen, genannt Schellig († 1520) und der Anna von Helmstatt († 1519). Er teilte 1520 mit seinen Brüdern das väterliche Erbe, wobei ihm als jüngstem Sohn nur der geringste Teil zufiel, nämlich Rechte in Berwangen sowie eine größere Summe Geld. 1521 bevollmächtigte ihn sein Bruder Eberhard mit dem Empfang der vom Vater gehabten Lehen, die man von Kaiser Karl V. als damaligen Inhaber des Herzogtums Württemberg mittels Revers eingefordert hatte. 1523 wurde er bei Landstuhl erschossen und in Kaiserslautern begraben.

## Familie
Er war verheiratet mit Barbara von Rinderbach († 1561). Sie verheiratete sich nach seinem Tod mit dem Weinsberger Amtmann Volmar Lämlin aus Horkheim, wo sie auch begraben wurde. Ein Epitaph von 1563 an der Kirchhofmauer bei der Georgskirche in Horkheim zeigte einst die Wappen der Lämlin, Rinderbach und Gemmingen. Sohn Philipp galt als wunderlicher Abenteurer, der ohne Kinder blieb. Mit ihm starb die Familienlinie der Velscher aus.
Nachkommen:
- Philipp, genannt Grünewald († 1544 oder 1549) ⚭ Ursula Leiningerin von Leinburg